# ایوان شیشکین (بازیکن فوتبال)
ایوان شیشکین (انگلیسی: Ivan Shyshkin؛ زادهٔ ۱۶ سپتامبر ۱۹۸۳) بازیکن فوتبال اهل اوکراین است.